# Richard of Staines
Richard of Staines († zwischen November 1277 und 18. Juni 1278) war ein englischer Richter.

## Herkunft und Ausbildung
Die Herkunft von Richard of Staines ist ungeklärt. Er stammte möglicherweise aus Staines in Middlesex, wonach er sich benannte und wo er 1254 und 1276 Landbesitz erwarb. Vielleicht war er ein Sohn von John of Staines, der Häuser in der City of London besaß. In diesem Fall hatte er zwei Schwestern, von denen eine Margaret hieß und von denen eine möglicherweise nur seine Halbschwester war. Da er später regelmäßig als Master bezeichnet wurde, hatte wahrscheinlich einen Universitätsabschluss erlangt. Vermutlich hatte er vor 1254 den Abschluss eines Magister artium an der Universität Oxford erlangt. Er erhielt die niederen Weihen eines Geistlichen.

## Dienst als königlicher Richter
In den späten 1250er und frühen 1260er Jahren wird Staines in verschiedenen Prozessen vor dem Common Bench als Anwalt erwähnt, unter anderem 1258 und 1259 als Anwalt von William Button, Bischof von Bath und Wells. Möglicherweise diente er dazu als Schreiber im Schatzamt oder am Common Bench. Doch erst 1262 wird er nachweislich im Dienst der Krone erwähnt, als er zusammen mit einem anderen Anwalt den Landbesitz des verstorbenen Earl of Gloucester erfassen sollte. Danach ist er erst 1267 wieder im Dienst der Krone nachweisbar, als er als königlicher Schreiber mit verschiedenen Aufgaben befasst wurde. Im selben Jahr wurde er zum Verwalter der Besitzungen der Diözese London ernannt, deren Bischof Henry of Sandwich während des Zweiten Kriegs der Barone auf der Seite der Rebellen gestanden hatte. Ende 1267 wurde er erstmals zum Richter ernannt, als er zusammen mit anderen Richtern unter der Leitung von Nicholas de Turri eine Gerichtsreise durchführte. 1268 war er ein rangniederer Richter während einer Gerichtsreise durch Cornwall. 1268 und 1269 diente er als Richter in einer weiteren von Turri  geleiteten Gerichtsreise durch Wiltshire, Norfolk und Suffolk, ehe er Mitte Juni 1269 zum Richter am Court of King’s Bench ernannt wurde. Dabei war er zu der Zeit vermutlich neben Robert de Briwes der einzige professionelle Richter an diesem Gerichtshof, an dem noch die Stewards of the Household als Richter tätig waren. Dann wurde noch John of Cockfield zum Richter ernannt, doch bereits am 6. November 1269 wurde Staines als Nachfolger von Briwes zum Chief Justice of the King’s Bench ernannt. Vor Ostern 1273 wurde sein jährliches Gehalt von £ 40 auf 100 Mark erhöht, doch noch im selben Jahr wurde er als Chief Justice durch Martin of Littlebury abgelöst. Er blieb aber weiterhin Richter am Court of King’s Bench, bis er Ostern 1274 an den Common Bench versetzt wurde. Daneben diente er ab Juli 1273 zusammen mit Roger of Seaton als Richter an Assize Courts in Kent, Surrey, Sussex, Hampshire, Oxfordshire und Berkshire. Dazu sollte er im Juli 1276 einen angeblichen Ausbruch eines Gefangenen aus dem Tower of London untersuchen, und auch mit anderen Untersuchungen wurde er beauftragt. Zu Ostern 1276 beendete er seine Tätigkeit als Richter am Common Bench und wechselte in das Schatzamt. Vor Januar 1277 wurde er zum Chancellor of the Exchequer ernannt, doch er starb wenige Monate später. Sein genaues Todesdatum ist unbekannt, er starb möglicherweise bereits Ende 1277. Am 18. Juni 1278 wurden seine Testamentsvollstrecker aufgefordert, seine Schriftrollen und Urkunden an das Schatzamt zu übergeben.
König Heinrich III. hatte ihm für seine Dienste eine Pfründe in Bocking in Essex übergeben. 1272 bestätigte der König die Übertragung von Grundbesitz eines Juden aus Oxford namens Jacob an Staines. Wer sein Erbe wurde, ist unklar.